# Angulomastacator
Angulomastacator is een geslacht van ornithischische dinosauriërs behorend tot de Euornithopoda dat tijdens het late Krijt leefde in het gebied van de huidige Verenigde Staten van Amerika.
De typesoort Angulomastacator daviesi werd in 2009 benoemd en beschreven door Jonathan Wagner en Thomas Lehman. De geslachtsnaam is een verwijzing naar de Big Bend in Texas en ook de speciale gebogen vorm van de kaak, in het Latijn vertaald met angulus, "hoek", en verbindt dit met een foute spelling van het Latijnse masticator, "kauwer", een verwijzing naar het kauwapparaat van het dier. De soortaanduiding eert Kyle Davies, die als eerste de identiteit van de soort vaststelde.
Het fossiel, holotype TMM 43681-1, is gevonden in de Agujaformatie uit het middelste of opper-Campanien (77 miljoen jaar oud) van Texas, en bestaat uit een gedeelte van een linkeronderkaak, dat aan de voorkant een unieke buiging omlaag vertoont van 45°. De conservering van het fossiel is slecht maar voldoende om te concluderen dat het dier tot de Lambeosaurinae behoort en daarbinnen een nog niet bekende soort vormt. De verdere verwantschappen kunnen echter niet worden vastgesteld. Al in 1983 had Davies in een dissertatie geopperd dat er naast Kritosaurus navajovius nog een tweede hadrosauride — en deze vermoedelijk een lambeosaurine — in het Big Bend National Park te vinden was. Volgens de beschrijvers bevestigt Angulomastacator dat de fauna in Noord-Amerika in die periode endemisch was, dus niet voorkwam op andere continenten.